# Aさんの庭
Aさんの庭（エーさんのにわ）は、東京都杉並区阿佐谷北にある杉並区立の公園である。

## 概要
元々は、大正時代に建築された民家(旧近藤謙三郎邸、木造平屋建て、今で言う2LDKの間取り)であったが、「トトロが喜んで住みそうな家」として、宮崎駿「トトロの住む家」で紹介されるなど「トトロの住む家」の愛称で親しまれた。持ち主が引っ越して空き家になった後、地元で保存運動が起き、6,300余の住宅保存の署名が集った。「Aさん」とは、公園に来る利用者を指している。
杉並区が公園として整備する計画だったが2009年2月に不審火で焼失。その後、区がこの地を取得、公園として整備した。宮崎駿は家の雰囲気を伝える公園のデザイン画5枚を区に提供、2010年7月25日に公園が完成した。

## 建築物など

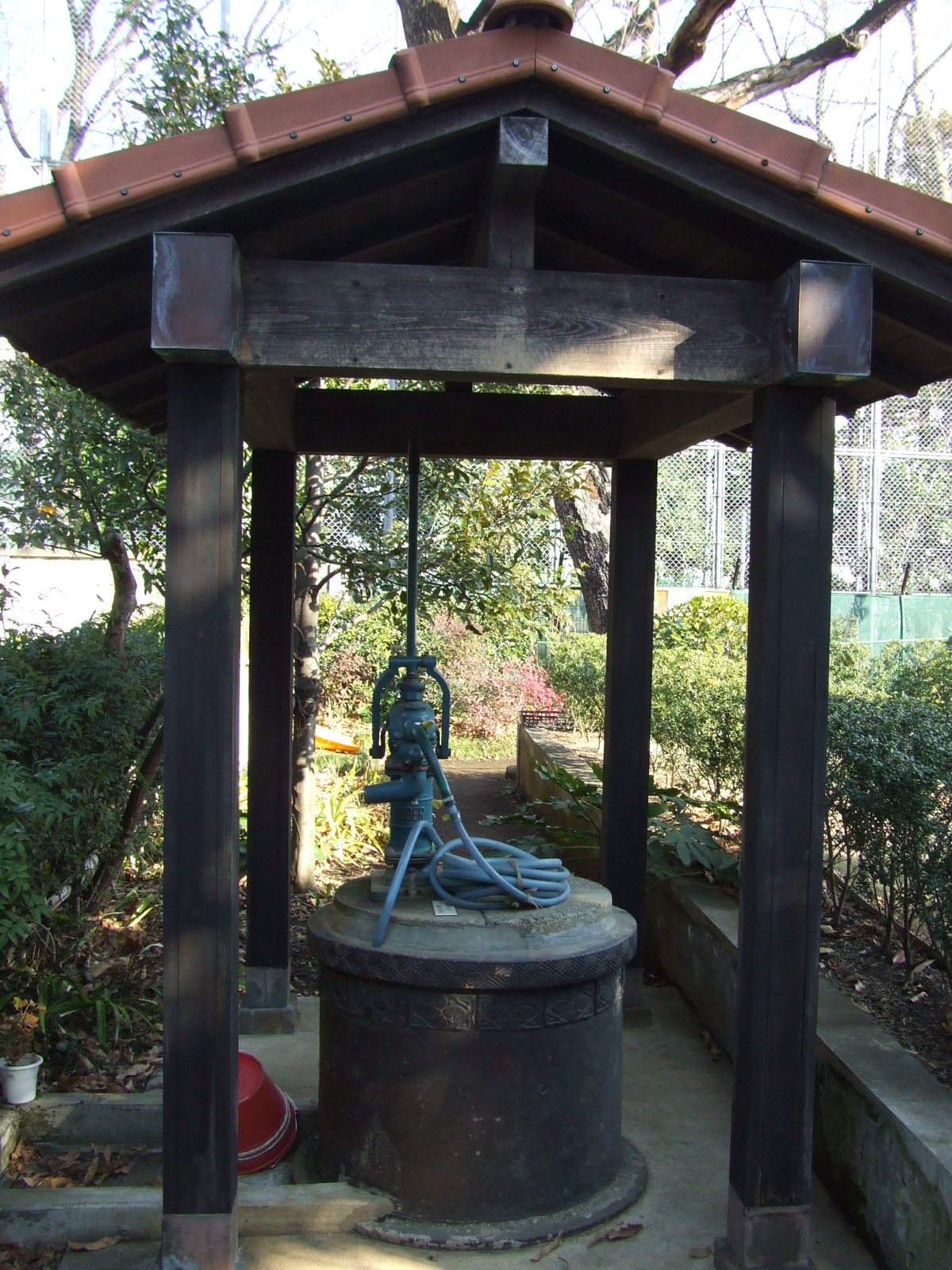
当時の面影を残す手動ポンプ式井戸

- 住宅の雰囲気を再現し、利用者用トイレと地域防災倉庫を兼ねた建物が建っている[7]。設計は山田達也[8]。
- 旧住宅跡に生垣が設置されている。
- 手押し式井戸。

## 植物
- バラ、クヌギ、キンモクセイ、コブシなど

## 沿革
- 1924年(大正13年) 旧住宅が建築される[9]。
- 2006年(平成18年) 雑誌「東京人」・杉並を楽しむ本で「街角の名建築」として紹介される[9]。
- 2008年(平成20年)2月 区が用地を取得、旧住宅の保存を決定[9]。
- 2009年(平成21年)2月 不審火により、旧住宅が焼失。
- 2009年(平成21年)4月 宮崎駿よりデザイン寄付の申し出[9]。
- 2010年(平成22年)3月 着工[9]。
- 2010年(平成22年)7月25日 「Aさんの庭」開園。
- 2018年(平成30年)11月5日 ニッポン放送の土屋礼央 レオなるどの「レオ街っく探検隊 なんかキニなるど！」で取り上げられた。

## 近隣の公園
- 杉並区立馬橋公園

## アクセス
- JR東日本中央線快速、中央・総武線阿佐ケ谷駅北口から徒歩13分
- JR東日本中央線快速、中央・総武線、東京地下鉄東西線中野駅から関東バス東原下車、徒歩4分

## 開園時間
- 5〜8月:7:00〜19:00
- 11〜2月:7:00〜17:00
- 3・4・9・10月:7:00〜18:00[4]。